# Ботевград
Ботевград (болг. Ботевград, до 1934 Орханіє, до 1866 Самунджиєве) — місто в Болгарії. Розташоване у Софійській області, входить до складу громади Ботевград. Сучасна назва — на честь поета й революціонера Христо Ботева.
Населення 22 166 осіб.
У місті перебуває одне із чотирьох архієрейських намісництв Ловчанської єпархії БПЦ.

## Демографія
| Рік  | Населення |
| ---- | --------- |
| 1985 | 22 459    |
| 1992 | 23 006    |
| 2000 | 21 816    |
| 2005 | 20 468    |
| 2010 | 20 544    |

## Політична ситуація
Кмет (мер) громади Ботевград — Георгі Цветанов Георгієв (коаліція партій: Громадянський союз за нову Болгарію, НРСД, БСД).

## Освіта
У 1826 році було відкрито церковну школу в каплиці «Святого Георгія». У 1840-х роках на пожертви було збудовано окрему будівлю. Серед викладачів були ієромонах Аркадій та священик Симеон, які навчалися на горі Афон, Христо Бойчев — закінчив Робертський коледж у Константинополі, Іван Каролєєв — навчався у Київській семінарії, Димитр Мішев — закінчив Габровську гімназію та інші. У 1874 році було побудовано нове, сучасне приміщення школи.
1884 року було започатковано громадську бібліотеку.
У 1910 році було відкрито Державну дівочу сільськогосподарську школу, а в 1912 році було побудовано другу початкову школу та розпочато надання середньої освіти. Відкрита різьбярська школа.

### Навчальні заклади
- Початкова школа імені Василя Левського
- Основна школа імені Миколи Йонкова Вапцарова
- Основна школа іменіСвятих Кирила і Мефодія
- Природничо-математична гімназія імені академіка Асена Златарова
- Христо-Ботевське професійно-технічне училище інженерії та менеджменту
- Професійно-технічне училище імені Стамена Панчева
- Міжнародна вища школа бізнесу
- Коледж енергетики та електроніки від Технічного університету — Софія

## Пам'ятки
У Ботевграді розташовані такі визначні пам'ятки з числа 100 національних туристичних об'єктів Болгарського туристичного союзу:
- Годинникова вежа є символом міста і присутня на його гербі. Вежа була побудована в 1862—1864 роках. Оригінальний годинниковий механізм зберігається в Музеї історії, а теперішній виготовлений майстрами в Етирі, деталі привезені з-за кордону.
- Поруч з містом розташоване село Скравена, де є ще 3 місця національного значення, а також село Врачеш, відоме племінним розведенням та Врачеський монастир.
- Зелін[bg] — курорт, передмістя Ботевграда. Він розташований за 3 км на південь від міста і приблизно за 1 км від шосе Гемус. Тут знаходиться Зелінський монастир[bg]. Також є вілла Асена Златарова. На території навколо Зеліна є багато хвойних лісів.
- Популярні місця для відпочинку поблизу міста — місцевість Рудешки дол та дамба Мали лаг[bg].
- Жаб'яче болото, що знаходиться приблизно за 1 км на південь від Ботевграда, на околиці курорту Зелін. Розташоване на 360 м над рівнем моря, на площі 1,9 га. Болото займає найнижчу частину заболоченого лугу, який під час літніх місяців висихає і наповнюється водою, коли сніг тане.
- Гола Голова (кряж).
- Козарніка (печера).

## Карти
- bgmaps.com[недоступне посилання з червня 2019]
- emaps.bg[недоступне посилання з лютого 2019]
- Google

## Галерея

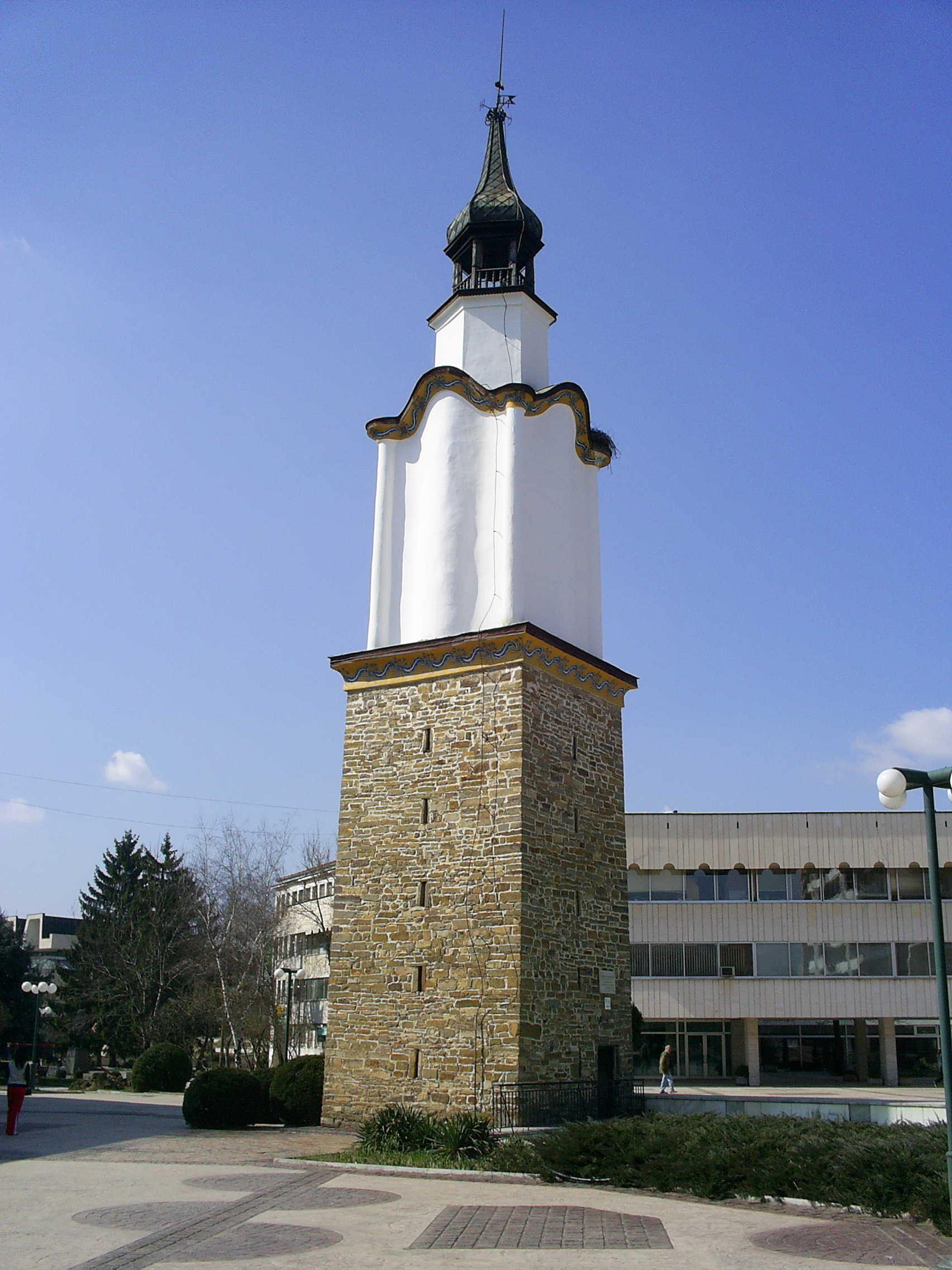
Годинникова вежа
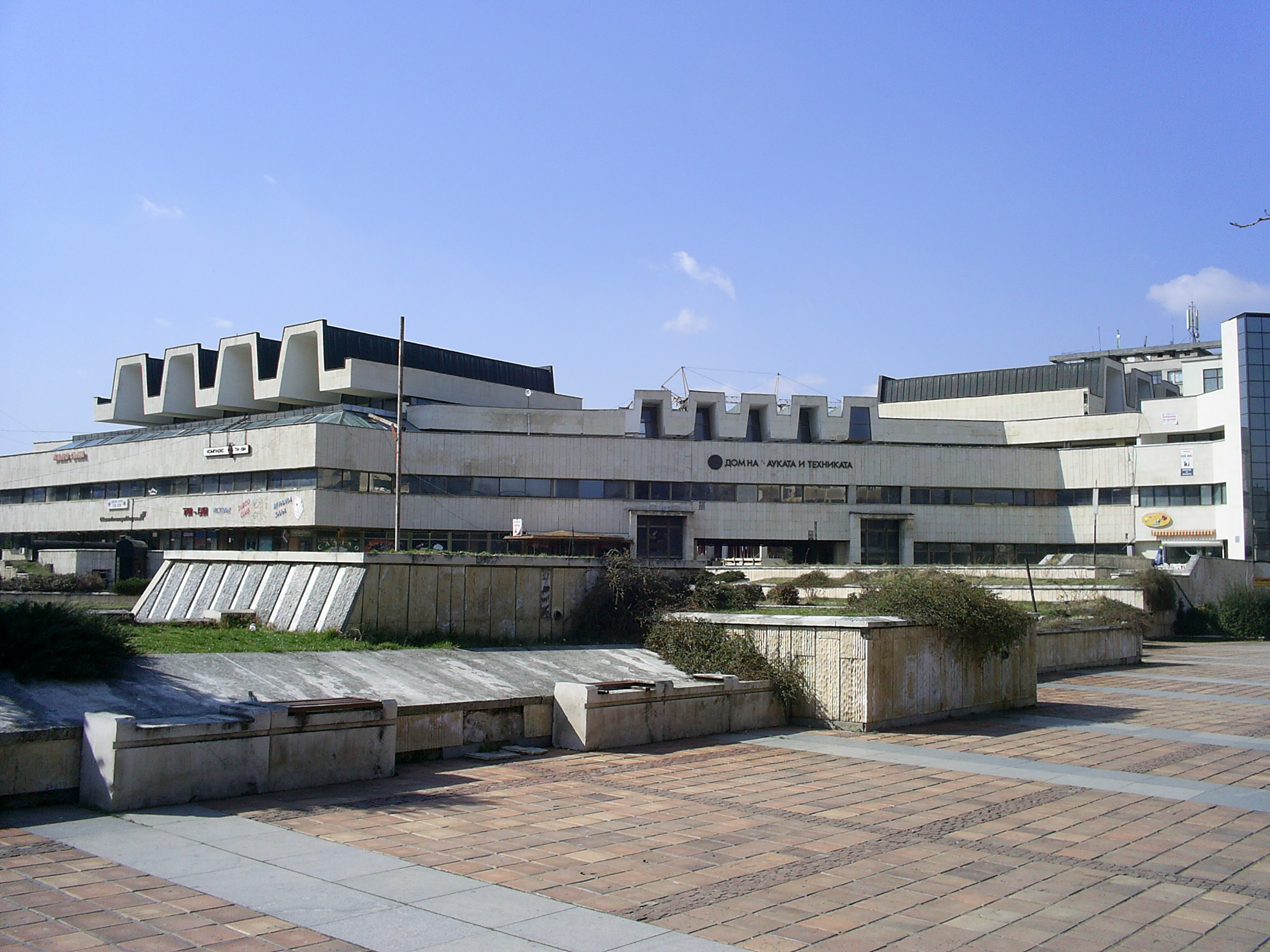
Будинок науки
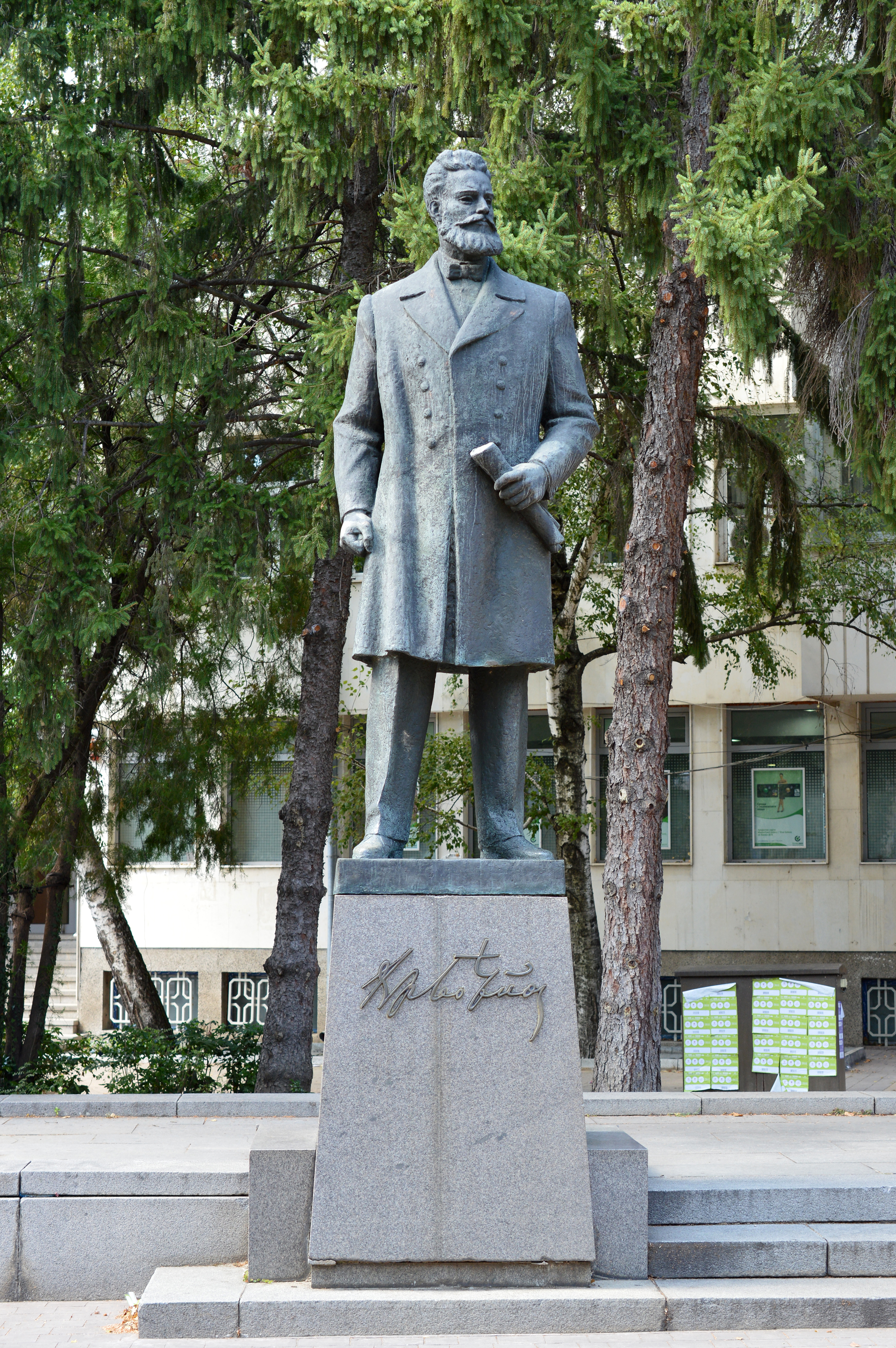
Пам'ятник Христо Ботеву
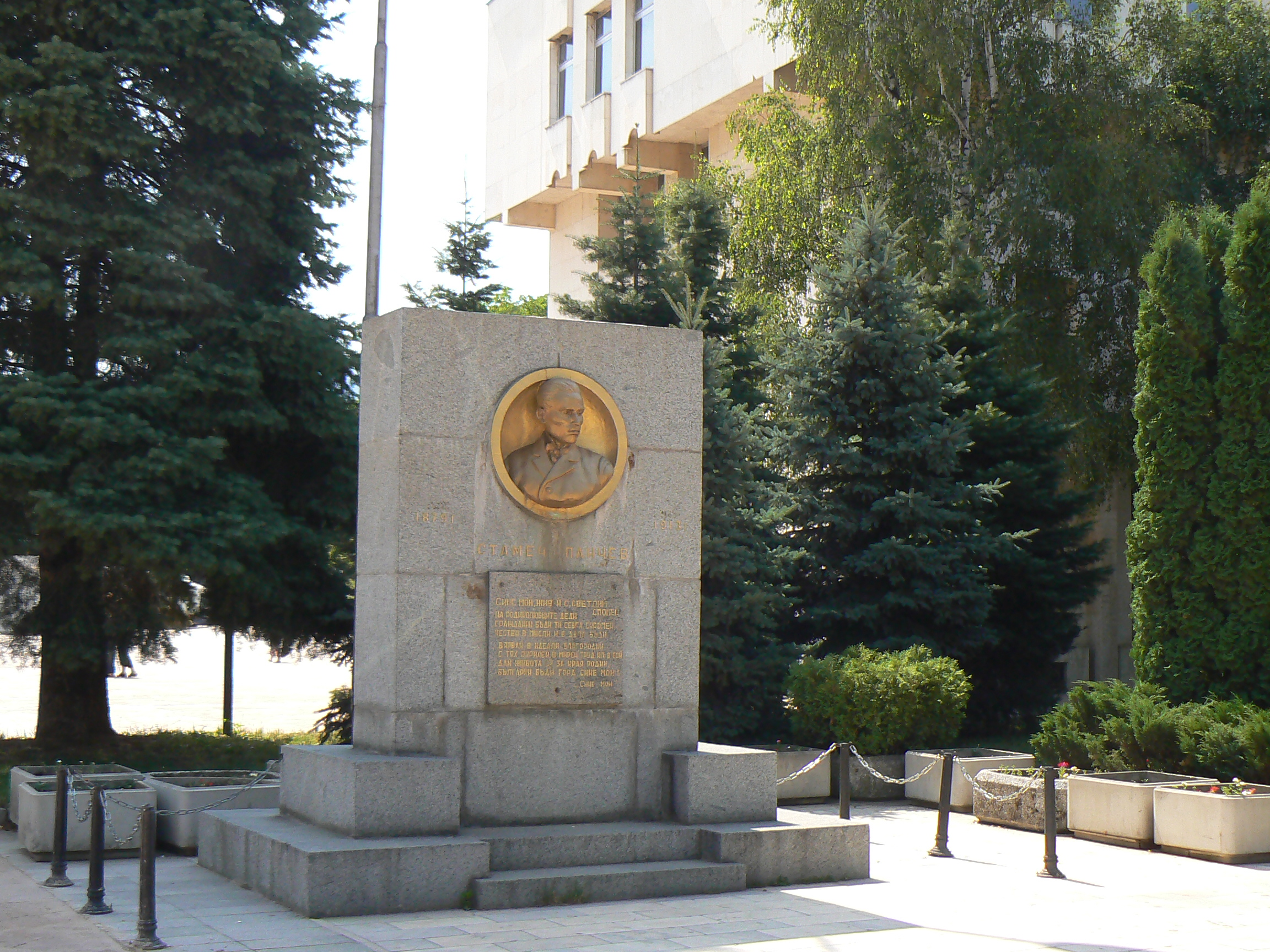
Пам'ятник Стамену Панчеву
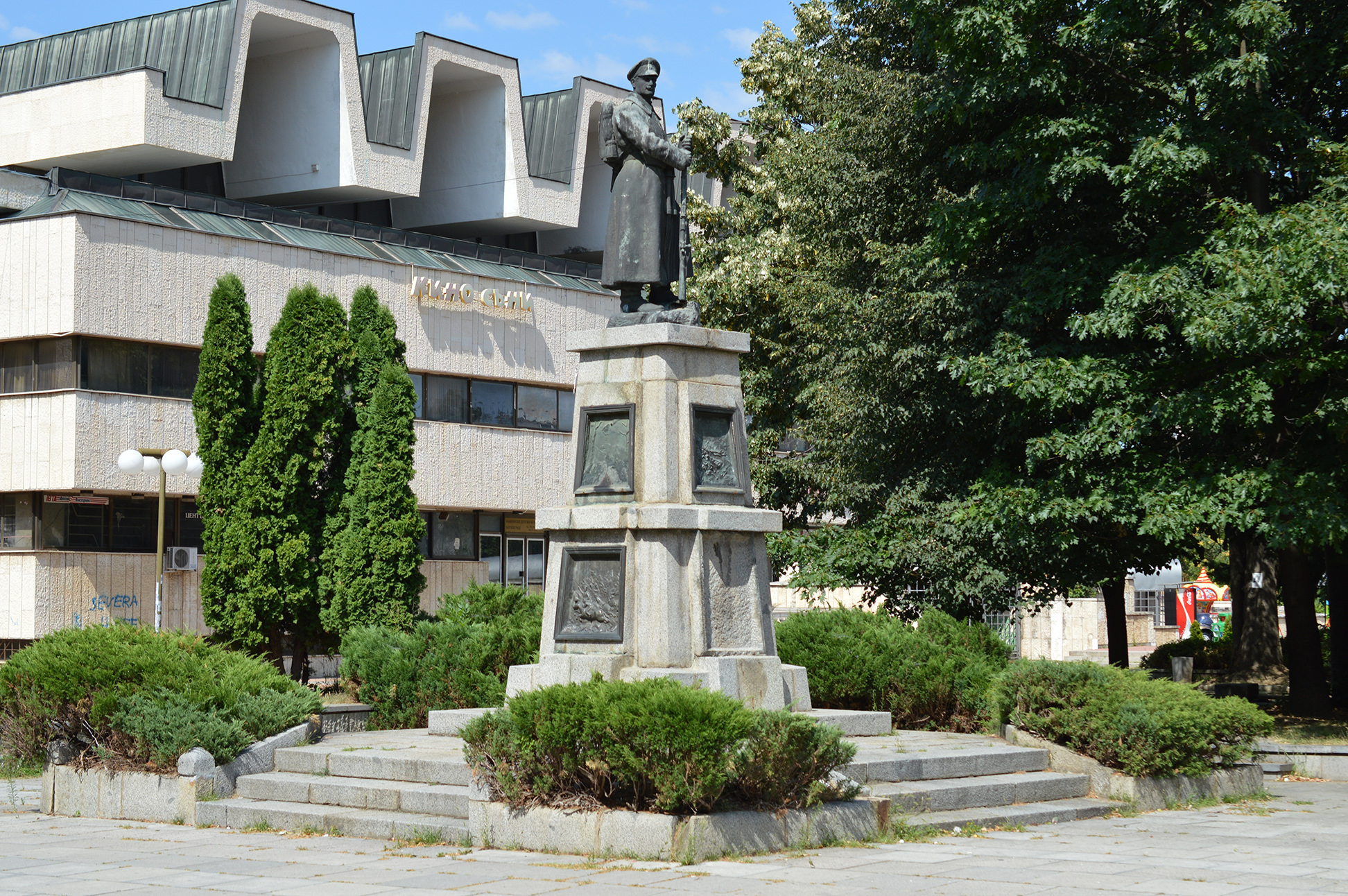
Пам'ятник невідомому солдату